# Seegrehna
Seegrehna is een plaats in de Duitse gemeente Lutherstadt Wittenberg, deelstaat Saksen-Anhalt, en telt 924 inwoners (2005).